# Anne Cuneo
Anne Cuneo (París, 6 de septiembre de 1936 – 11 de febrero de 2015) fue una periodista, novelista, guionista y directora de cine y teatro suiza. Su carrera se extiende durante cuatro década con 15 novales, una docena de guiones para teatro, televisión y radio.
Aunque nació en París de padres italianos, estudió en Lausanne. Su primera novela Gravé au diamant la publicó en 1967. En 1979, recibió el premio Schweizerische Schillerstiftung y en 1987 trabajó para Télévision Suisse Romande. En 1995 la novela de Cuneo Le trajet d’une rivière fue galardonada con el Prix des Libraires, que cada año recnonce a la mejor novela en lengua francesa. 
Cuneo murió el 11 de febrero de 2015 a los 78 años.

## Filmografía
- 1982: Cinéjournal au féminin
- 1983: Signes de terre, signes de chair
- 1986: Basta
- 1992: Durchdringende Welten, le peintre Cenak Prajak
- 1996: Die letzte Karte, Friedrich Glaser
- 1996: Francis Tregian, Gentleman et Musicien
- 1998: D'or et d'oubli (script)
- 2001: La Petite Gilberte, Anne-Marie Blanc comédienne
- 2002: Ettore Cella, ein Künstlerleben
- 2003: Ferdi 'national' Kübler
- 2006: Opération Shakespeare à la Vallée de Joux

## Premios
- 1969: L'Anti-Prix de la Radio Suisse Romande
- 1979: Schiller Award for her oeuvre
- 1981: Prix culturel du Canton Zurich
- 1990: Bibliomedia et Prix Alpes-Jura, deStation Victoria
- 1994: Prix des Auditeurs de la Radio suisse romande
- 1994: Prix de la Fondation vaudoise pour la Promotion artistique
- 1995: Prix des Libraires et Prix litteraire "Madame Europe" for Le Trajet d'une rivière